# Johanna Holmströmová
Johanna Holmströmová (* 1981) je finská švédsky píšící novinářka a spisovatelka. Narodila se v jihofinském Sipoo, žije v Helsinkách a píše švédsky, druhým úředním jazykem ve Finsku.
Debutovala sbírkou Zamčená a další povídky (2003), v roce 2007 vydala první román (Z tvé touhy). V roce 2013 vydala svůj zatím poslední román Asfaltoví andělé, který zachycuje situaci dospívající druhé generace přistěhovalců z magrebského regionu do menšinové švédskojazyčné komunity ve Finsku.
Do češtiny byl přeložen její druhý román, Asfaltoví andělé (2014, překlad Ondřej Vimr, Kniha Zlín).